# Katrineholms distrikt
Katrineholms distrikt är ett distrikt i Katrineholms kommun och Södermanlands län. 
Distriktet ligger i Katrineholm. 

## Tidigare administrativ tillhörighet
Distriktet inrättades 2016 och utgörs av en del av det område Katrineholms stad omfattade till 1971.
Området motsvarar den omfattning Katrineholms församling hade 1999/2000 och fick 1995 efter utbrytning av Nävertorps församling.